# Mathias Gidsel
Mathias Gidsel (Skjern, 8 febbraio 1999) è un pallamanista danese, terzino destro del Füchse Berlino e della nazionale danese.

## Palmares

### Club

#### Competizioni nazionali
- Håndboldligaen: 1

GOG: 2021-22
- Supercoppa tedesca: 1

Füchse Berlino: 2024
- Handball-Bundesliga: 1

Füchse Berlino: 2024-25

#### Competizioni internazionali
- European League: 1

Füchse Berlino: 2022-23

### Nazionale
- Olimpiadi

 Parigi 2024
 Tokyo 2020
- Mondiali

 Egitto 2021, Polonia e Svezia 2023, Croazia, Danimarca e Norvegia 2025
- Europei

 Germania 2024
 Slovacchia e Ungheria 2022

### Individuale
- Miglior terzino destro dei Mondiali 2021[1]
- Miglior terzino destro degli Europei 2022[2]
- MVP delle Olimpiadi 2020[3]
- MVP dei Mondiali 2023[4]
- Capocannoniere dei Mondiali 2023
- Giocatore danese dell'anno 2021
- Miglior giocatore IHF dell'anno: 2023[5], 2024[6]
- Capocannoniere degli Europei 2024
- MVP dei Mondiali 2025
- Capocannoniere dei Mondiali 2025
- MVP della Handball-Bundesliga 2024-2025
- Capocannoniere della Champions League 2024-2025